# Derrick Martin
Pour les articles homonymes, voir Martin.
(en) Statistiques sur pro-football-reference
Derrick Jerome Martin (né le 16 mai 1985 à Westminster) est un joueur américain de football américain.

## Enfance
Derrick étudie à la Thomas Jefferson High School avec laquelle il arrive en finale du championnat du Colorado en 2001 et en demi-finale en 2002.

## Carrière

### Universitaire
Il entre en 2003 à l'université du Wyoming et joue avec les Cowboys. Il joue trente matchs (dont vingt-quatre comme titulaire) et effectue 134 tacles et six interceptions.

### Professionnelle
Derrick Martin est sélectionné lors du sixième tour du draft de la NFL de 2006, au 208e choix par les Ravens de Baltimore. Lors de sa première saison, il joue huit matchs et fait quatre tacles, faisant ses débuts le 15 octobre 2006 contre les Panthers de la Caroline. En 2007, il prend de l'assurance, jouant tous les matchs (dont trois comme titulaire), fait trente-deux tacles et intercepte ses deux premières passes en carrière professionnelle. La saison 2008 ne le voit apparaitre qu'à quatre reprises.
Le 5 septembre 2009, il est échangé contre Tony Moll, aux Packers de Green Bay. La première saison sous ses nouvelles couleurs, il joue quatorze matchs (dont un comme titulaire) et fait quatre tacles. En 2010, il ne joue que cinq matchs après s'être blessé contre les Vikings du Minnesota et être mis sur la liste des blessés le 10 octobre 2010. Il ne participe pas au Super Bowl XLV mais le remporte le 6 février 2011. Il est finalement libéré par Green Bay alors qu'il est toujours blessé, le 2 mars 2011.
Le 15 août 2011, il signe avec les Giants de New York.